# پورتر اچ دیل
پورتر اچ دیل (به انگلیسی: Porter H. Dale) سناتور سابق عضو حزب جمهوری‌خواه ایالات متحده آمریکا بود. وی در سال ۱۹۲۳ تا ۱۹۳۳ میلادی سناتور ایالت ورمانت در سنای ایالات متحده آمریکا بود.